# Aphonopelma belindae
Aphonopelma belindae là một loài nhện trong họ Theraphosidae.
Loài này thuộc chi Aphonopelma. Aphonopelma belindae được miêu tả năm 2011 bởi Gabriel.